# White House Diary
White House Diary é um livro de 2010 do presidente Jimmy Carter. É o diário pessoal anotado da presidência de Carter e contém ccomentários sobre seus relacionamentos com aliados e adversários, bem como comentários sobre seu impacto observado em questões que ainda preocupam os Estados Unidos da América e o mundo.